# Leptocoryphium
Leptocoryphium là một chi thực vật có hoa trong họ Hòa thảo (Poaceae).

## Loài
Chi Leptocoryphium gồm các loài: